# Bagno di Romagna
Bagno di Romagna is een gemeente in de Italiaanse provincie Forlì-Cesena (regio Emilia-Romagna) en telt 6093 inwoners (31-12-2004). De oppervlakte bedraagt 233,1 km², de bevolkingsdichtheid is 26 inwoners per km².

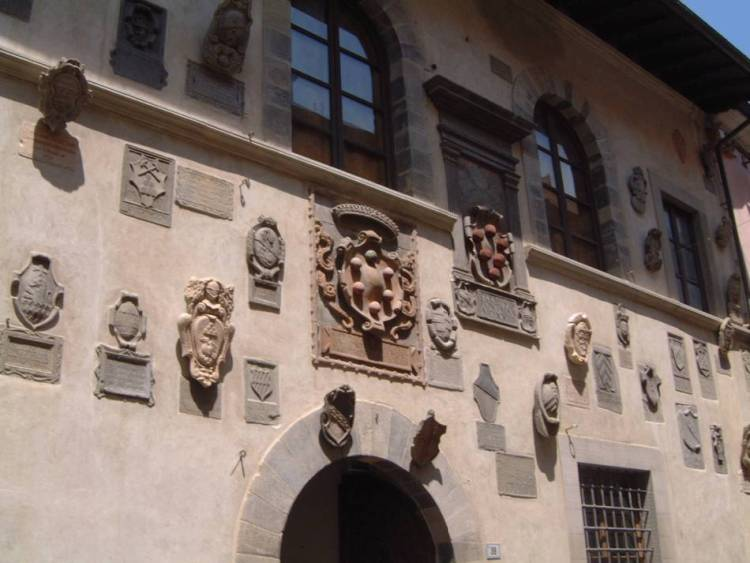
Ziekenhuis
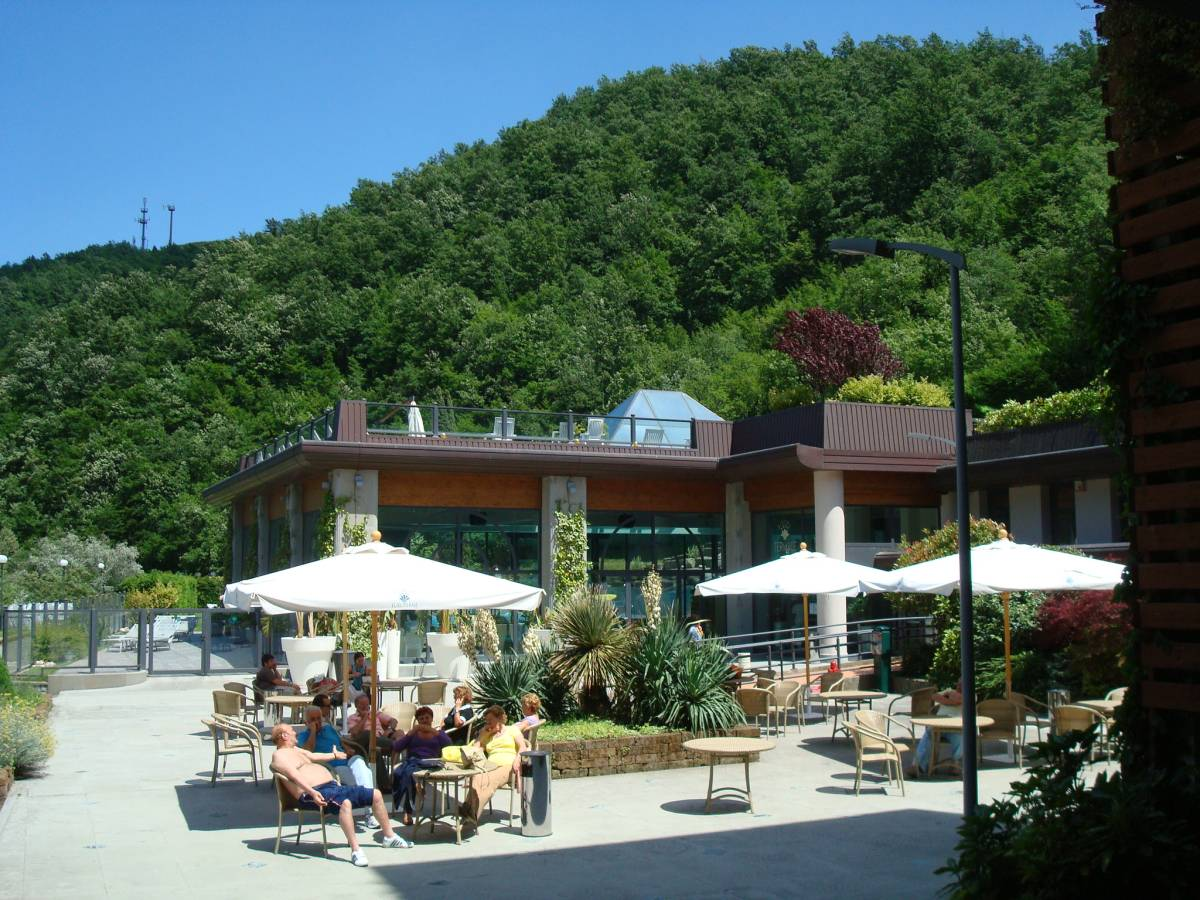
Thermen
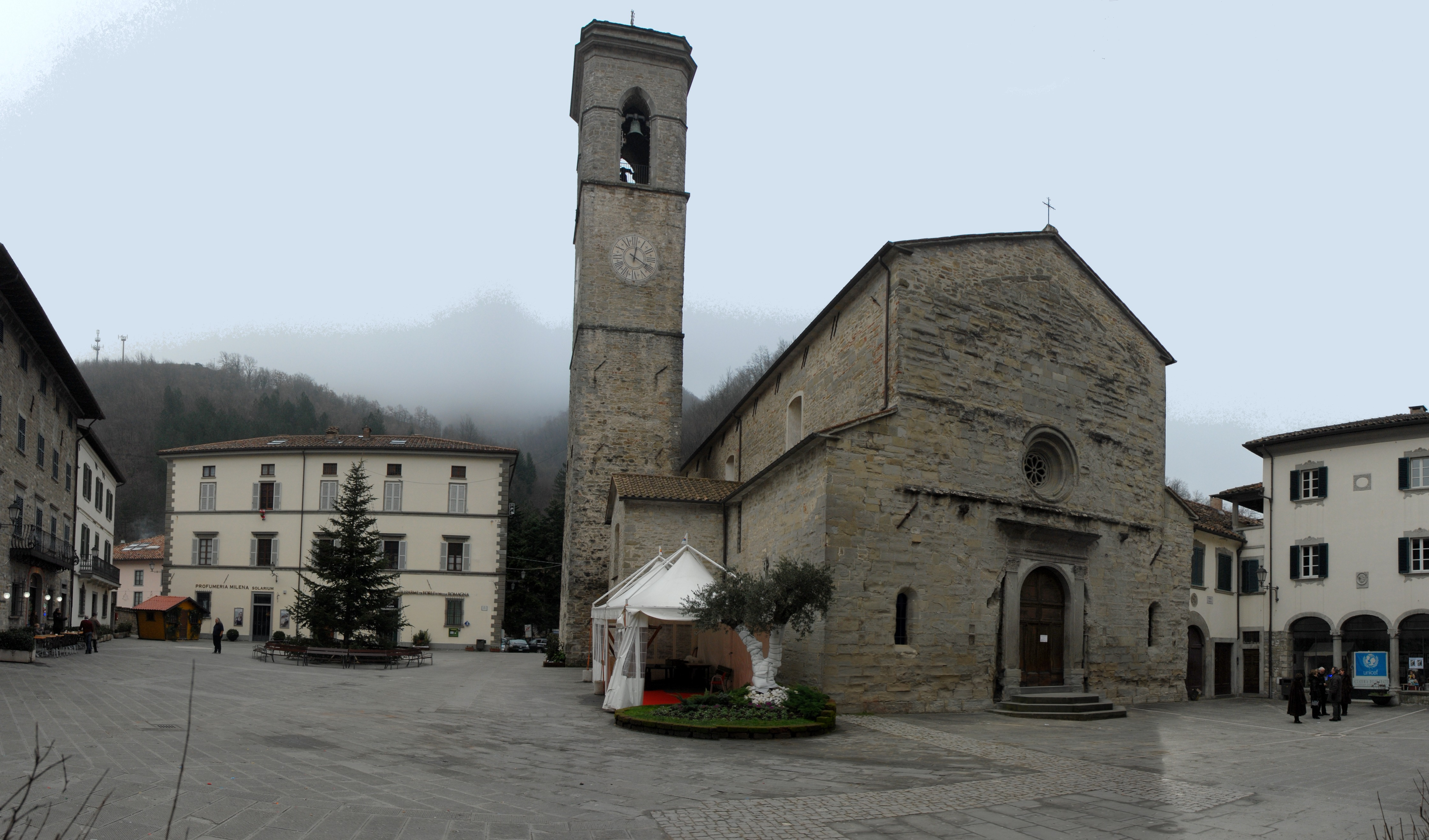
Piazza Ricasoli met Santa Maria Assunta

## Demografie
Bagno di Romagna telt ongeveer 2430 huishoudens. Het aantal inwoners daalde in de periode 1991-2001 met 2,3% volgens cijfers uit de tienjaarlijkse volkstellingen van ISTAT.
| Jaar | Inwoneraantal |
| ---- | ------------- |
| 1991 | 6254          |
| 2001 | 6108          |

## Geografie
Bagno di Romagna grenst aan de volgende gemeenten: Bibbiena (AR), Chiusi della Verna (AR), Mercato Saraceno, Poppi (AR), Pratovecchio Stia (AR), Santa Sofia, Sarsina, Verghereto.

## Bezienswaardigheden
- Ridracoli met het stuwmeer en de stuwdam

Bagno di Romagna · Bertinoro · Borghi · Castrocaro Terme e Terra del Sole · Cesena · Cesenatico · Civitella di Romagna · Dovadola · Forlimpopoli · Forlì · Galeata · Gambettola · Gatteo · Longiano · Meldola · Mercato Saraceno · Modigliana · Montiano · Portico e San Benedetto · Predappio · Premilcuore · Rocca San Casciano · Roncofreddo · San Mauro Pascoli · Santa Sofia · Sarsina · Savignano sul Rubicone · Sogliano al Rubicone · Tredozio · Verghereto
- Bibliothèque nationale de France: cb165113720 (data)
- Gemeinsame Normdatei: 4247330-5
- Library of Congress Control Number: n84115893
- MusicBrainz: 6855d46b-5753-4f5d-9f05-dcd3b506f44e
- Nationale Bibliotheek van Israël: 987007567187605171
- Système universitaire de documentation: 203622219
- Virtual International Authority File: 163961794

1. ↑  https://demo.istat.it/?l=it.